# Mesples
Mesples ist eine französische Gemeinde mit 125 Einwohnern (Stand: 1. Januar 2022) im Département Allier in der Region Auvergne-Rhône-Alpes. Sie gehört zum Arrondissement Montluçon und zum Kanton Huriel.

## Geographie
Mesples liegt etwa 25 Kilometer nordnordwestlich von Montluçon.

### Nachbargemeinden
Umgeben ist Mesples von den Nachbargemeinden Viplaix im Norden, Chambérat im Osten und Südosten, Saint-Sauvier im Süden und Südwesten sowie Saint-Palais im Westen.

## Bevölkerungsentwicklung
| Jahr      | 1962 | 1968 | 1975 | 1982 | 1990 | 1999 | 2006 | 2011 | 2016 | 2019 |
| Einwohner | 227  | 224  | 171  | 140  | 149  | 127  | 132  | 131  | 127  | 122  |

## Sehenswürdigkeiten
- Kirche St-Pardoux aus dem 19. Jahrhundert

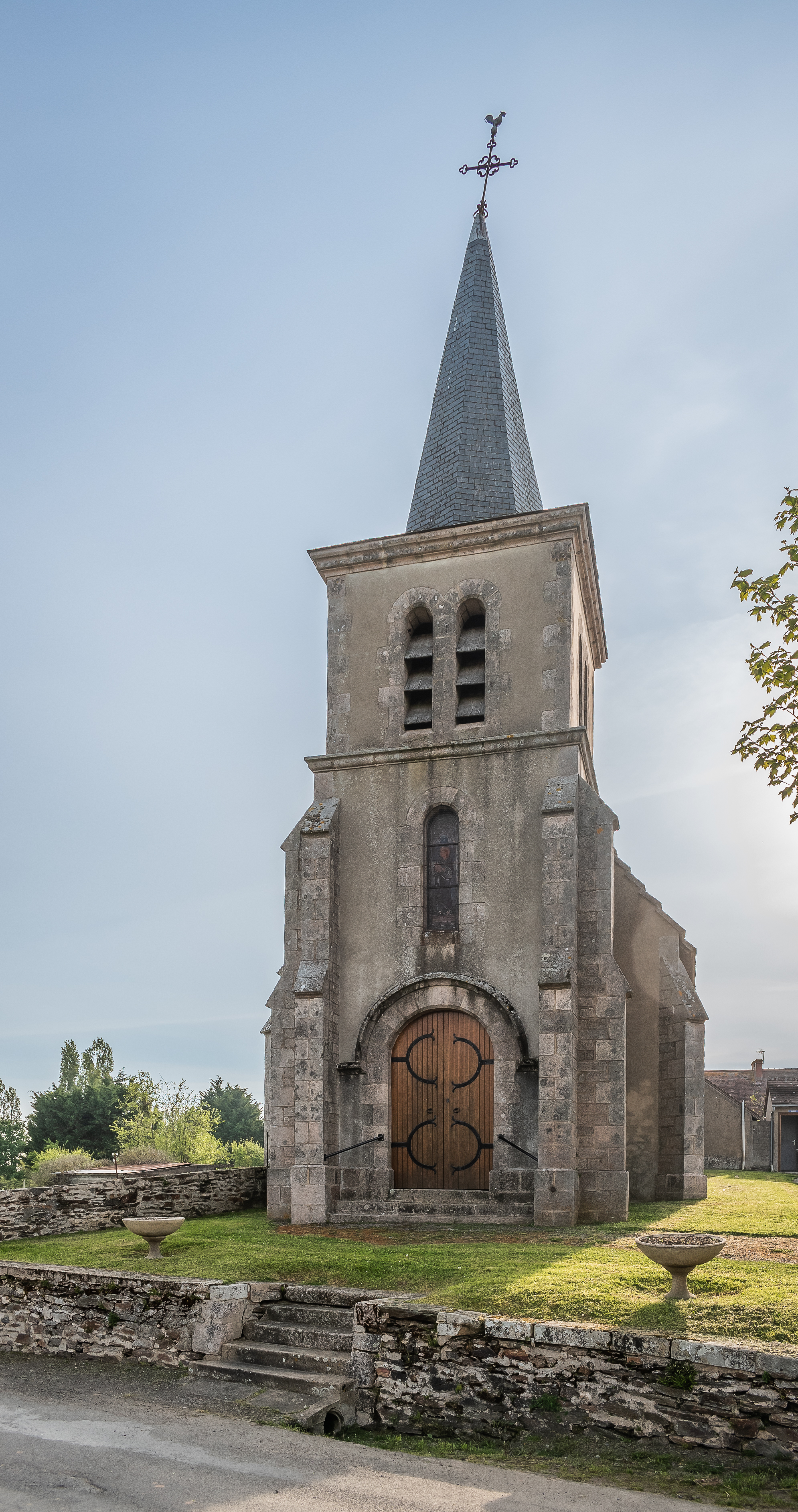
Kirche St-Pardoux